# Contea di Floyd (Georgia)
La contea di Floyd, in inglese Floyd County, è una contea dello Stato della Georgia, negli Stati Uniti. La popolazione al censimento del 2000 era di 90 565 abitanti. Il capoluogo di contea è Rome. Il nome le è stato dato in onore al generale John Floyd. La contea fa parte dell'area metropolitana statistica di Rome.

## Geografia fisica
Lo United States Census Bureau certifica che l'estensione della contea è di 1343 km², di cui 1329 km² composti da terra e i rimanenti 14 km² composti di acqua.

### Contee confinanti
- Contea di Walker (Georgia) - nord
- Contea di Gordon (Georgia) - nord-est
- Contea di Bartow (Georgia) - est
- Contea di Polk (Georgia) - sud
- Contea di Cherokee (Alabama) - ovest
- Contea di Chattooga (Georgia) - nord-ovest

### Principali strade ed autostrade
- U.S. Route 27
- U.S. Route 411
- State Route 1
- State Route 20
- State Route 53
- State Route 100
- State Route 101
- State Route 140
- State Route 156
- State Route 293

## Storia
La contea venne costituita il 3 dicembre 1832 da parte del territorio della contea di Cherokee.

## Città e paesi
- Cave Spring
- Lindale
- Mount Berry
- Rome
- Shannon